# Безус Роман Анатолійович
Рома́н Анато́лійович Бе́зус (нар. 26 вересня 1990, Кременчук, Полтавська область) — український футболіст, атакувальний півзахисник збірної України та кіпрської «Омонії».

## Кар'єра

### Кремінь
Вихованець кременчуцького футболу, займався у дитячій школі місцевого «Кременя». У ДЮФЛ також грав за полтавську команду «Молодь».
Професійні виступи розпочав 2006 року у складі головної команди «Кременя», що змагалася у другій лізі чемпіонату України. 15 серпня 2006 року дебютував на професійному рівні в матчі другої ліги проти армянського «Титану» (1:1). Загалом провів у команді 2,5 сезони, протягом яких взяв участь у 72 матчах, відзначився 10 забитими голами.

### Ворскла

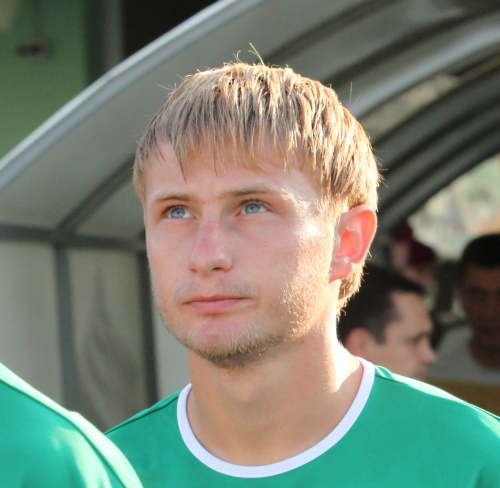
Роман Безус. 8 липня 2011 року

У січні 2009 року переїхав до Полтави, де продовжив кар'єру у складі місцевої «Ворскли». У Прем'єр-лізі чемпіонату України дебютував 26 травня 2009 року у грі «Ворскли» проти криворізького «Кривбаса» (перемога 2:0).
Забив перший гол 31 жовтня 2009 року в ворота луганської «Зорі» (2:0). 31 травня 2009 року «Ворскла» виграла кубок України, у фіналі «Ворскла» обіграла донецький «Шахтар» (1:0). 11 липня 2009 року узяв участь в матчі за Суперкубок України, де полтавчани програли київському «Динамо», по пенальті (4:2, основний час 0:0). 20 серпня 2009 року дебютував у єврокубках у матчі плей-оф раунду Ліги Європи проти лісабонської «Бенфіки» (4:0).
За підсумками сезону 2011/12 Безус був названий клубами Прем'єр-ліги й уболівальниками найкращим у номінації «Відкриття чемпіонату». Всього, за роки, проведені у складі ворсклян, атакуючий півзахисник провів у чемпіонаті України 91 гру, відзначившись 20 точними ударами.

### Динамо

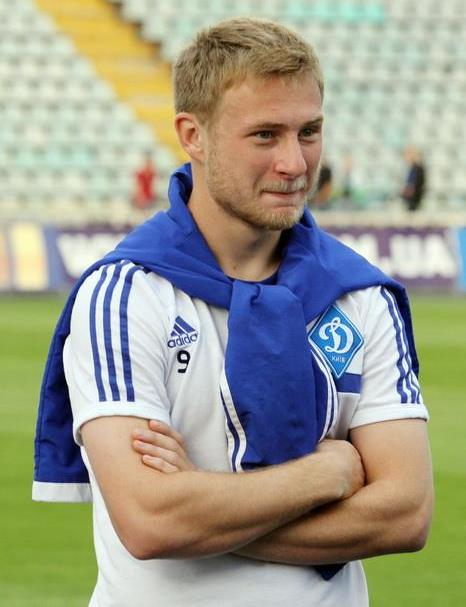
Роман Безус. 15 травня 2014 року

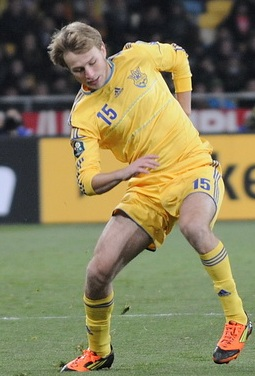
Роман Безус у дебютному для себе матчі в складі збірної України

3 січня 2013 року підписав п'ятирічний контракт з київським «Динамо». Дебют відбувся в матчі 1/16 Ліги Європи проти Бордо 14 лютого, що завершився з рахунком 1-1. 20 квітня провів свій перший гол за «Динамо» у ворота Зорі. Після матчу 27 туру Чемпіонату України проти «Металіста» був прооперований через пошкодження.
Восени 2013 на одному з тренувань, що передували матчу у Кубку України проти донецького «Металурга», Роман відчув дискомфорт і прискорене серцебиття, що стало приводом звернення до лікарів. Було діагностовано напад пароксизмальної тахіаритмії. У цей же день його було доставлено до кардіологічної клініки — Київський Міський Центр Серця, до лікаря Бориса Тодурова. Наступного дня гравцеві було виконано комплексне обстеження, після чого проведена мікрооперація, яка пройшла успішно.

### «Дніпро»
11 січня 2015 року підписав трирічний контракт з дніпропетровським «Дніпром». Але у дніпропетровській команді він не зміг завоювати місце в основному складі. Після фіналу Ліги Європи багато лідерів пішло з команди. І він отримав ще один шанс. Добре показав себе у кубковому матчі проти «Сталі». Та на шляху до забитого м'яча йому став Юрій Паньків. Але далі зміг відзначився з «Шахтарем». Загалом провів 31 матч за команду в УПЛ, в яких забив 6 м'ячів.

### «Сент-Трюйден»
12 червня 2016 року перейшов до бельгійського «Сент-Трюйдена», підписавши річний контракт. Після сезону в чемпіонаті Бельгії пролонгував угоду ще на два роки, в підсумку провівши за команду 50 матчів в Лізі Жупіле і відзначився п'ятьма голами.

### «Гент»
У 2019 році став гравцем  «Гента», підписавши контракт на 3,5 роки. За неофіційною інформацією сума трансферу становила 1 мільйон євро. У складі бельгійського клубу у 2022 році став володарем Кубка Бельгії. 

### «Омонія»
Улітку 2022 року перейшов до кіпрської «Омонії», з якою здобув право виступати в 2 кваліфікаційному раунді Ліги Конференцій. 27 липня 2023 року у матчі ЛК проти азербайджанської «Габали» оформив перший єврокубковий хет-трик у кар'єрі (3:2). Наприкінці травня 2025 року Роман оголосив про відхід з клуб по закінченню терміну контракту. 

## Виступи за збірну
Протягом 2010–2012 років виступав за молодіжну команду.
11 листопада 2011 року Роман дебютував у складі збірної України в матчі-відкритті оновленого НСК «Олімпійського» в грі проти збірної Німеччини (3:3). Свій перший м'яч за збірну забив на 93 хвилині у зустрічі проти збірної Чорногорії у рамках відбору до ЧС-2014, вийшовши на заміну на 91 хвилині, зробивши цим остаточний результат матчу 4-0.
| Дата              | Місто      | Господарі  | Результат | Гості      | Турнір               | Голи | Примітки |
| ----------------- | ---------- | ---------- | --------- | ---------- | -------------------- | ---- | -------- |
| 11 листопада 2011 | Київ       | Україна    | 3 – 3     | Німеччина  | товариський матч     | -    | ЖК       |
| 15 серпня 2012    | Львів      | Україна    | 0 – 0     | Чехія      | товариський матч     | -    |          |
| 14 листопада 2012 | Софія      | Болгарія   | 0 – 1     | Україна    | товариський матч     | -    |          |
| 6 лютого 2013     | Севілья    | Україна    | 2 – 0     | Норвегія   | товариський матч     | -    |          |
| 22 березня 2013   | Варшава    | Польща     | 1 – 3     | Україна    | Відбір до ЧС 2014    | -    |          |
| 26 березня 2013   | Одеса      | Україна    | 2 – 1     | Молдова    | Відбір до ЧС 2014    | -    |          |
| 7 червня 2013     | Подгориця  | Чорногорія | 0 – 4     | Україна    | Відбір до ЧС 2014    | 1    |          |
| 6 вересня 2013    | Львів      | Україна    | 9 – 0     | Сан-Марино | Відбір до ЧС 2014    | 1    |          |
| 11 вересня 2013   | Київ       | Україна    | 0 – 0     | Англія     | Відбір до ЧС 2014    | -    |          |
| 11 жовтня 2013    | Харків     | Україна    | 1 – 0     | Польща     | Відбір до ЧС 2014    | -    |          |
| 15 жовтня 2013    | Серравалле | Сан-Марино | 0 – 8     | Україна    | Відбір до ЧС 2014    | 1    |          |
| 15 листопада 2013 | Київ       | Україна    | 2 – 0     | Франція    | Відбір до ЧС 2014    | -    |          |
| 19 листопада 2013 | Сен-Дені   | Франція    | 3 – 0     | Україна    | Відбір до ЧС 2014    | -    |          |
| 5 лютого 2014     | Ларнака    | Україна    | 2 – 0     | США        | товариський матч     | -    | ЖК       |
| 22 травня 2014    | Київ       | Україна    | 2 – 1     | Нігер      | товариський матч     | -    |          |
| 3 вересня 2014    | Київ       | Україна    | 1 – 0     | Молдова    | товариський матч     | 1    |          |
| 8 вересня 2014    | Київ       | Україна    | 0 – 1     | Словаччина | Відбір до ЧЄ 2016    | -    | ЖК       |
| 18 листопада 2014 | Київ       | Україна    | 0 – 0     | Литва      | товариський матч     | -    |          |
| 31 березня 2015   | Львів      | Україна    | 1 – 1     | Латвія     | товариський матч     | -    | ЖК       |
| 25 березня 2019   | Люксембург | Люксембург | 1 – 2     | Україна    | Відбір до ЧЄ 2020    | -    |          |
| 7 вересня 2019    | Вільнюс    | Литва      | 0 – 3     | Україна    | Відбір до ЧЄ 2020    | -    | 80'      |
| 14 листопада 2019 | Запоріжжя  | Україна    | 1 – 0     | Естонія    | товариський матч     | 1    | 46'      |
| 7 жовтня 2020     | Париж      | Франція    | 7 – 1     | Україна    | товариський матч     | -    | 71'      |
| 29 червня 2021    | Глазго     | Швеція     | 1 – 2     | Україна    | ЧЄ 2020 - 1/8 фіналу | -    | 118'     |
| Усього            |            | Матчів     | 24        |            | Голів                | 5    |          |

## Приватне життя
Роман Безус одружений. З дружиною Ганною має троє синів: Кирила (нар. 16 квітня 2013), Матвія (нар. 1 березня 2016) та Луку (нар. 30 жовтня 2018).

## Досягнення

### Клубні
- Володар Кубку України (2): 2008-09, 2013-14
- Володар Кубку Бельгії (1): 2021-22
- Бронзовий призер чемпіонату України (1): 2012-13
- Фіналіст Ліги Європи УЄФА: 2014-15
- Володар Кубка Кіпру (1)': 2022-23

### Індивідуальні
- Найкращий молодий гравець чемпіонату України сезону 2011–12